# ザ・コメデュアル
『ザ・コメデュアル』は、2024年12月31日よりAmazonプライム・ビデオ及びNetflixで配信開始された日本のオリジナルお笑い番組。吉本興業が制作し、芸人同士のネタとトークを融合させた新感覚のバラエティ番組として注目を集めている。

## 概要
本番組は、芸人同士が「盟友」「ライバル」「憧れ」といった関係性を軸にペアを組み、互いにリスペクトし合う形式で進行する。人生を変えたネタ、封印していたネタ、長尺ネタなどここでしか見られない珠玉のネタを披露し、さらにその背景や芸人人生を語り合うディープなトークも展開される。

## 出演者
以下の豪華20組が出演し、各回で2組ずつが登場する。（並び順不同）
- 博多華丸・大吉 × タカアンドトシ
- 中川家 × 海原やすよ ともこ
- チュートリアル × さや香
- 笑い飯 × 千鳥
- ダイアン × かまいたち
- ジャルジャル × チョコレートプラネット
- シソンヌ × ロングコートダディ
- 見取り図 × マユリカ
- ニューヨーク × エバース
- 霜降り明星 × 令和ロマン

## 特徴
- ネタ披露とトークの融合によるエモーショナルな構成。
- 芸人同士の関係性に焦点を当てたペアリング。
- 封印ネタや長尺ネタなど、挑戦的な演目が多数。
- M-1グランプリなど賞レースにまつわる裏話も多数登場。

## スタッフ
- ナレーション：河野純喜（JO1）
- 構成：塩野智章、堀由史、宮丸直子、平岡達哉
- TM：橋本雄司
- SW：河西純
- カメラ：遠藤俊洋
- VE：高橋正直
- MIX：高橋幸則
- 照明：黒井宏行
- 編集：斉藤良太
- MA：関川一貴
- 音効：阿部雄太
- 音楽：林ゆうき
- 進行管理：郡山隆志
- 宣伝プロデューサー：大島谷健
- 宣伝：坂井愛、水越悠輔、金山竜介、高橋一輝、洪浚碩、木部亮平、河谷菜央、近藤雄介
- コピーライター：有元沙矢香
- 考査：蒲生泰徳
- 美術プロデューサー：木村文洋
- デザイン：鈴木賢太
- 美術進行：太田菜摘
- キービジュアル：津島美樹
- CG：千代祥子
- 技術協力：ニユーテレス、fmt、ヌーベルアージュ
- 美術協力：フジアール、すくらんぶる、アマランス
- 観客：BEEPS
- 衣装協力：FAIRMAX、CRICKET、WWS
- 協力：Sunny Pictures
- AD：猪ノ口望、矢吹瑠香、北原柚衣、太田寛子
- AP：福田菜々美、泉亜希子
- チーフディレクター：才藤仁
- ディレクター：神田ひろあき、渡邊祥子、玉城良浩、丸山遼太、宮川剛史、小島啓太、長瀬雅和
- サブディレクター：前田一樹、有瀬典崇、工藤千賀
- 制作プロデューサー：島田力規王、角田英次郎、今瀧陽介、小石重蔵
- 演出：薮木健太郎、安島隆、松本真
- プロデューサー：織田功士、嘉多山憲嗣、田中裕樹
- チーフプロデューサー：神夏磯秀
- 制作協力：よしもとブロードエンタテインメント、BACK-UP MEDIA
- 制作著作：吉本興業